# Centrale nucléaire de Kaiga
La centrale nucléaire de Kaiga est située à Kaiga dans le district d'Uttara Kannada du Karnataka. La centrale est exploitée par la compagnie Nuclear Power Corporation of India Ltd depuis l'an 2000.

## Description
La centrale est équipée de quatre réacteurs à eau lourde pressurisée (PHWR) du type CANDU de capacité 220 MW :
- Kaiga 1, mis en service en 2000,
- Kaiga 2, mis en service en 2000.
- Kaiga 3, mise en service en 2007[1]
- Kaiga 4, mise en service 2011[2]

## Historique
Un accident important en 1994 lors de la construction a retardé les travaux des deux premiers réacteurs.